# Cenerentola (film 1960)
Cenerentola (Хрустальный башмачок) è un film del 1960 diretto da Aleksandr Arturovič Rou e Rostislav Zacharov, basato sul balletto omonimo musicato da Sergej Prokof'ev.